# 多痕密花树
多痕密花树（学名：Rapanea cicatricosa），为紫金牛科密花树属下的一个种。

## 扩展阅读
維基物種上的相關：多痕密花树